# Luc Mathieu (infirmier)
 (août 2023).
Il peut être nécessaire de l'améliorer pour respecter le principe de neutralité de point de vue. Veuillez consulter la page de discussion pour plus de détails.

Luc Mathieu, né à Thetford Mines le 9 juin 1958, est un infirmier québécois, professeur et chercheur, qui est président de l’Ordre des infirmières et infirmiers du Québec (OIIQ). 

## Biographie
Luc Mathieu étudie au Cégep de Sherbrooke en techniques infirmières en 1978. Il passe son examen de l'Ordre des infirmières et infirmiers du Québec (OIIQ) cette même année. Par la suite, il pratique une année au Québec et poursuit sa carrière en Suisse pendant près de trois ans. Il y fait ses premiers pas en gestion à titre d’infirmier-chef à l’Hôpital des Cadolles de Neuchâtel. De retour au Québec, Luc Mathieu complète un baccalauréat en sciences infirmières à l’Université de Sherbrooke et poursuit ses études à l'Université de Montréal, où il obtient son diplôme de deuxième cycle, à l'issue de sa maîtrise en administration de la santé en 1987. Il commence sa carrière à l’Hôpital d’Youville à Sherbrooke, renommé Institut universitaire de gériatrie de Sherbrooke (IUGS), en 1996, où il sera conseiller à la direction générale puis adjoint à la direction des soins infirmiers (DSI).
Luc Mathieu s’intéresse particulièrement à l’apport des technologies de l’information à la pratique infirmière. En 2002, il complète un doctorat en administration des affaires (DBA) de l’Université de Sherbrooke. Il devient ensuite le premier docteur en administration DBA au Canada. Sa thèse s’intitule Gestion des connaissances cliniques : développement, implantation et évaluation d’un système d'information en soins infirmiers de longue durée (2002) et porte sur les technologies de l'information en santé,
Après l’obtention de son doctorat, Luc Mathieu est recruté comme professeur à l’École des sciences infirmières de la Faculté de médecine et des sciences de la santé de l’Université de Sherbrooke. Il est ensuite nommé directeur de l’École des sciences infirmières de l’Université de Sherbrooke de 2006 à 2014, puis vice-doyen aux sciences infirmières de 2008 à 2014. Dans le cadre de ces deux fonctions, et sous sa gouverne, l’Université de Sherbrooke développe le programme de formation des infirmières praticiennes spécialisées en soins de première ligne et le programme de baccalauréat de formation initiale. De 2015 à 2018, Luc Mathieu occupe la fonction de directeur académique du Centre de formation continue de la Faculté de médecine et des sciences de la santé de l'Université de Sherbrooke.
Le 5 novembre 2018, Luc Mathieu est élu par le Conseil d’administration de l’OIIQ pour un premier mandat de deux ans. En 2020, son mandat en tant que porte-parole de l'OIIQ est renouvelé pour une durée de quatre ans jusqu’en 2024. Il préside le Conseil d’administration de l’OIIQ et siège en tant qu’administrateur pour la région de l’Estrie.

## Contribution à la recherche en sciences infirmières
Dans le cadre de ses activités de recherche, Luc Mathieu s’intéresse au début des années 2000 aux communautés virtuelles d’apprentissage et de pratique (CVAP). Dans ce contexte, alors professeur, il participe comme co-chercheur à un projet de recherche-action visant à mettre sur pied et à évaluer une CVAP pour les infirmières et infirmiers pratiquant dans le groupe de médecine de famille (GMF). Les résultats de cette recherche ont eu des retombées intéressantes dans le domaine de la santé au Québec. Au fil des années, Luc Mathieu démontre l'importance de l’organisation des soins infirmiers et du développement du leadership infirmier dans un contexte de pratique infirmière avancée.

### La gestion académique pour développer un réseau de santé plus efficace
Luc Mathieu contribue à plusieurs projets de recherche, durant ces années en tant que chercheur, comme :
- recherche sur la pénurie de main-d’œuvre et transformation de l’organisation du travail ;
- développement, implantation et évaluation d’une communauté virtuelle d’apprentissage et de pratique (CVAP) en soutien à l’exercice infirmier dans les groupes de médecine de famille (GMF) ;
- système d’information géronto-gériatrique interdisciplinaire et interétablissements : utilité perçue et utilisation en temps réel.

En 2002, alors qu'il est membre fondateur et premier président de l’Association québécoise des infirmières et infirmiers en systèmes et technologies de l’information (AQIISTI), Luc Mathieu contribue à la rédaction du mémoire La transformation numérique des pratiques infirmières : des enjeux à comprendre, des opportunités à saisir et des défis à surmonter pour permettre aux infirmières de pleinement contribuer à la santé des Québécois (2006) dans lequel il est expliqué que les « technologies en santé numériques permettent de faciliter l’accès simultané, la gestion, l’échange et la diffusion des informations de santé relatives aux besoins de soins aux patients. Pour les infirmières et infirmiers, les technologies devraient supporter leur démarche clinique en facilitant l’évaluation des besoins de soins de leurs patients et de leurs familles, en supportant leur jugement clinique et leur processus décisionnel, la planification et la mise en œuvre des interventions de soins et la documentation clinique des soins. »

## Contribution à la profession infirmière
En 2020, le Forum virtuel sur l’expertise infirmière de l'OIIQ se tient sous la présidence de Luc Mathieu, en pleine pandémie de COVID-19. Puis, en 2021, il initie la tenue des États généraux de la profession infirmière, sous la co-présidence de Francine Ducharme et de Robert Salois. À la suite des États généraux de 2021, les deux commissaires rédigent leur rapport qui propose 31 recommandations dans le but de trouver des solutions aux problèmes structurants de la profession infirmière au Québec,.
En plus de siéger sur le Conseil d'administration de l'Ordre, Luc Mathieu est administrateur du comité exécutif du Conseil interprofessionnel du Québec (CIQ) depuis 2023, il représente aussi l’OIIQ au sein de l’Alliance pour l'avenir des soins infirmiers au Québec et il est vice-président du Conseil d’administration du Secrétariat international des infirmières et infirmiers de l’espace francophone (SIDIIEF)depuis 2022.

## Distinctions
- Prix Florence de l'Ordre des infirmières et infirmiers du Québec. Catégorie « Leadership ». (2014)[19]
- Prix Denise-Paul de l'Ordre des infirmières et infirmiers du Québec. Ce prix est remis à une équipe pour sa contribution à la promotion et à l'avancement de la profession infirmière. (2013)
- Prix du doyen du Gala du mérite de la Faculté de médecine et des sciences de la santé de l'Université de Sherbrooke. Ce prix est remis à une personne pour sa contribution au développement des programmes visant à former des infirmières praticiennes spécialisées en soins de première ligne. (2010)

## Publications
Cette bibliographie recense trop d'ouvrages (août 2023). Les ouvrages doivent être de « référence » dans le domaine du sujet de l'article. Il peut être souhaitable de les insérer dans une référence et de les enlever de la section « bibliographie ». Il peut être également utile de créer un article bibliographique spécifique.

### Articles de revue
- Dubois, C. A., D’Amour, D., Brault, I., Dallaire, C., Déry, J., Duhoux, A., Lavoie-Tremblay, M., Mathieu, L., Kamere, H., Zufferey, A. (2017). Which priority indicators to use to evaluate nursing care performance? A discussion paper. Journal of Advanced Nursing, 1-14. http://dx.doi.org/10.1111/jan.13373
- Mathieu, L., Bell, L., Ramelet, A. S., Morin, D. (2016). Les compétences de leadership pour la pratique infirmière avancée : Proposition d’un modèle de développement pour la formation pratique et la pratique clinique. Revue francophone internationale de recherche infirmière. 2, 105-113. http://dx.doi.org/10.1016/j.refiri.2016.04.003.
- Isabelle Thibault, Luc Mathieu et Frances Gallagher, « Pouvoir et influence : une étude de cas qualitative exploratoire de l’expérience de trois directrices de soins infirmiers au Québec », [article] dans la Revue Francophone Internationale de Recherche Infirmière, vol. 2, no 1, 1er mars 2016, p. 19–29 (lire en ligne, consulté le 11 août 2023)
- Rassy, J.*, St-Cyr Tribble, D., Mathieu, L., Michaud, C. et Bonin, J.-P.. (2015). La recherche d’aide par les technologies de l’information et de la communication chez des adolescents ayant des idées suicidaires : une analyse de concept. Recherche en Soins Infirmiers. 1(12), 78-87.
- Maillet, É.*, Mathieu, L., Sicotte, C. (2014). Modeling factors explaining the acceptance, actual use and satisfaction of nurses using an Electronic Patient Record in acute care settings: An extension of the UTAUT. International Journal of Medical Informatics. 84(1), 36-47.
- Dubuc, N., Bonin, L., Tourigny, A., Mathieu, L., Couturier, Y., Tousignant, M., Corbin, C., Delli-Colli, N., Raîche. (avril-juin 2013). Development of Integrated Care Pathways: Toward a Care Management System to Meet the Needs of Frail and Disabled Community-dwelling Older People. International Journal of Integrated Care (www.ijic.org) e1-13.
- Mathieu, L. (2007). Nursing Informatics: Developing Knowledge for Nursing Practice. Canadian Journal of Nursing Research. 39(1), 15-19
- Hagan, L., Mathieu, L., Talbot, L.R., Landry, M. (2006). Une communauté virtuelle peut-elle soutenir l’exercice infirmier en GMF ? Perspective infirmière. 3(4), 18-26.
- Morin, D., Tourigny, A., Pelletier, D., Robichaud, L., Mathieu, L., Vézina, A., Bonin, L., Buteau, M. (2005). Seniors’ Views on the use of an Electronic Health Record. Informatics in Primary Care. 13(2), 125-133

### Articles de magazine
- Mathieu L. (2009). L'informatique en soins infirmiers : réflexions sur l'état de la situation au Québec et au Canada. Swiss Medical Informatics. 663-5.
- Mathieu L. (2009). Les communautés virtuelles d'apprentissage et de pratique. Le Point en administration de la santé et des services sociaux. Cahier spécial : S'adapter au vieillissement de la population. 144-46.

### Rapports
- Dubois, C. A., D’Amour, D., Brault, I., Dallaire, C., Déry, J., Duhoux, A., Lavoie-Tremblay, M., Mathieu, L. (septembre 2014). Renforcer et rendre visible la contribution des infirmières à la qualité des soins dans l’espace francophone : vers une démarche axée sur les meilleures preuves scientifiques. Rapport final. 50 p.
- Dubois C A, Dallaire C, Lavoie-Tremblay M, Mathieu L, Pepin J, Brault I, Contandriopoulos D, D'Amour D, Jetté S, Girard F, Gagnon F, Denis J. L. (2013). Aligner la formation initiale des infirmières aux besoins de santé et de soins de la population québécoise et aux défis du système de santé. Une étude comparative. Rapport final. 201p.

### Articles de conférence
- Thibault I, Mathieu L, Gallagher F. (2014). L’exercice de l’influence…un levier indispensable à la gouverne des soins infirmiers. Colloque des CII-CIR.
- Dubuc N, Bonin L, Mathieu L, Tourigny A, Tousignant M, Couturier Y, Delli-Colli N. (2012). Care pathways for community-dwelling elders presenting various profiles of disability and frailty. 65th Annual Scientific Meeting of the Gerontological Society of America.
- Guay D, Michaud C, Mathieu L, Pepin J. (2012). La recherche-action : pour le développement de pratiques novatrices. 5e Congrès mondial du SIIDIEF. (Article accepté).
- Thibault I, Mathieu L, Gallagher F. (2011). L'exercice du pouvoir et de l'influence des DSI : l'expérience de 3 DSI du Québec. Congrès annuel de l'Ordre de infirmières et infirmiers du Québec.
- McGinn C A, Grenier S, Gagnon M P, Légaré F, Shaw N, Sicotte C, Mathieu L, Leduc Y, Duplantie J. (2010). Users' perspectives of barriers and facilitators of implementing EHR in Canada: a systemic review. E-Health 2010.
- Mathieu, L. (2007). Communautés virtuelles d’apprentissage et de pratique. Actes des Échanges cliniques et scientifiques sur le vieillissement. Sherbrooke 2007 : L’avancement des connaissances et des technologies au service de la personne âgée. Centre d’expertise en santé de Sherbrooke, Sherbrooke : Edisem.
- Mathieu, L. (2005). La gestion des connaissances cliniques : un préalable au développement d’un système d’information infirmier informatisé, Actes des journées d’étude, no.13. Les connaissances cliniques au centre des soins. Annecy, novembre 2004, 31-39. Lassay-les-Châteaux. Europe Media Duplication S.A.S.
- Mathieu, L. (2003). Gestion des connaissances cliniques : Implémentation et évaluation d’un système d’information en soins infirmiers de longue durée, ACENDIO 2003, 4e conférence européenne de l’ACENDIO. Rendre visibles les soins infirmiers, 93-95. Paris. Verlag Habs Huber.
- Tourigny, A., Bonin, L., Morin, D., Buteau, M., Mathieu, L, Robichaud, L., Vézina, A.; Hébert, R.,  Pelletier, D., Beauchesne, L., Bussière, A. et Durand, P.J. (2003). Dossier clinique informatisé (DCI) et réseau intégré aux aînés en perte d’autonomie : développement et évaluation en cours In Grant, A. M., Fortin, J. P. et Mathieu, L. (réd.). 9es Journées Francophones d’Informatique Médicale. L’Informatique de la santé dans les soins intégrés : connaissances, application, évaluation, 3-21. Québec.